# Bătălia de la Hohenlinden
Bătălia de la Hohenlinden s-a dat la 3 decembrie 1800 în timpul Războaielor Revoluției Franceze. O armată franceză în frunte cu Jean Victor Marie Moreau a obținut o victorie decisivă asupra austriecilor și bavarezilor conduși de arhiducele Ioan al Austriei. După ce au fost forțați într-o retragere dezastruoasă, aliații au fost obligați să ceară un armistițiu care a încheiat practic Războiul celei de a Doua Coaliții. Localitatea Hohenlinden, unde s-a dat bătălia, se află la 33 km est de München în Germania de astăzi.
Armata de 56.000 de oameni a generalului de divizie Moreau a atacat circa 64.000 de austrieci și bavarezi. Austriecii, crezând că sunt în urmărirea unui dușman învins, s-au deplasat printr-o zonă des împădurită în patru coloane separate. Moreau i-a surprins, însă, pe austrieci într-o ambuscadă, când ieșeau din pădurea Ebersberg, lansând divizia generalului Antoine Richepanse într-o încercuire surprinzătoare pe flancul stâng austriac. Luând inițiativa, generalii Moreau au reușit să încercuiască total și să zdrobească cea mai mare coloană austriacă.
Această victorie uriașă, cuplată cu victoria primului consul Napoleon Bonaparte în bătălia de la Marengo din 14 iunie 1800, a pus capăt Războiului celei de a Doua Coaliții. În februarie 1801, austriecii au semnat tratatul de la Lunéville, acceptând controlul francez până la Rin și recunoscând republicile-marionetă ale Franței din Italia și Țările de Jos. Tratatul de la Amiens semnat ulterior de Franța și Regatul Unit a dus la cea mai mare perioadă de pauză în războaiele napoleoniene.

## Context
Între aprilie și iulie 1800, armata lui Moreau a hărțuit armata austriacă condusă de Feldzeugmeister (FZM) Pál Kray de pe Rin până la râul Inn după victoriile de la Stockach, Messkirch, și Höchstädt. La 15 iulie, combatanții au convenit asupra unui armistițiu. Considerând că Kray nu mai este competent, împăratul Francisc I l-a destituit. Cancelarul austriac Johann Thugut a oferit comanda mai întâi arhiducelui Ferdinand și arhiducelui Joseph, palatin al Ungariei, dar ambii au refuzat. Întrucât fratele său, capabilul feldmareșal arhiducele Carol a refuzat și el comanda, împăratul a numit în fruntea armatei pe un alt frate de al său, arhiducele Ioan, în vârstă de doar 18 ani. Evident, neexperimentatul tânăr nu putea să se achite singur de această enormă responsabilitate, și astfel împăratul l-a numit pe Franz von Lauer ca secund și l-a promovat la gradul de Feldzeugmeister. Ioan a fost sfătuit să urmeze instrucțiunile lui Lauer. Pentru a complica și mai mult structura nesigură de comandă, agresivul Oberst (colonel) Franz von Weyrother a fost numit șef al statului major al lui Ioan.

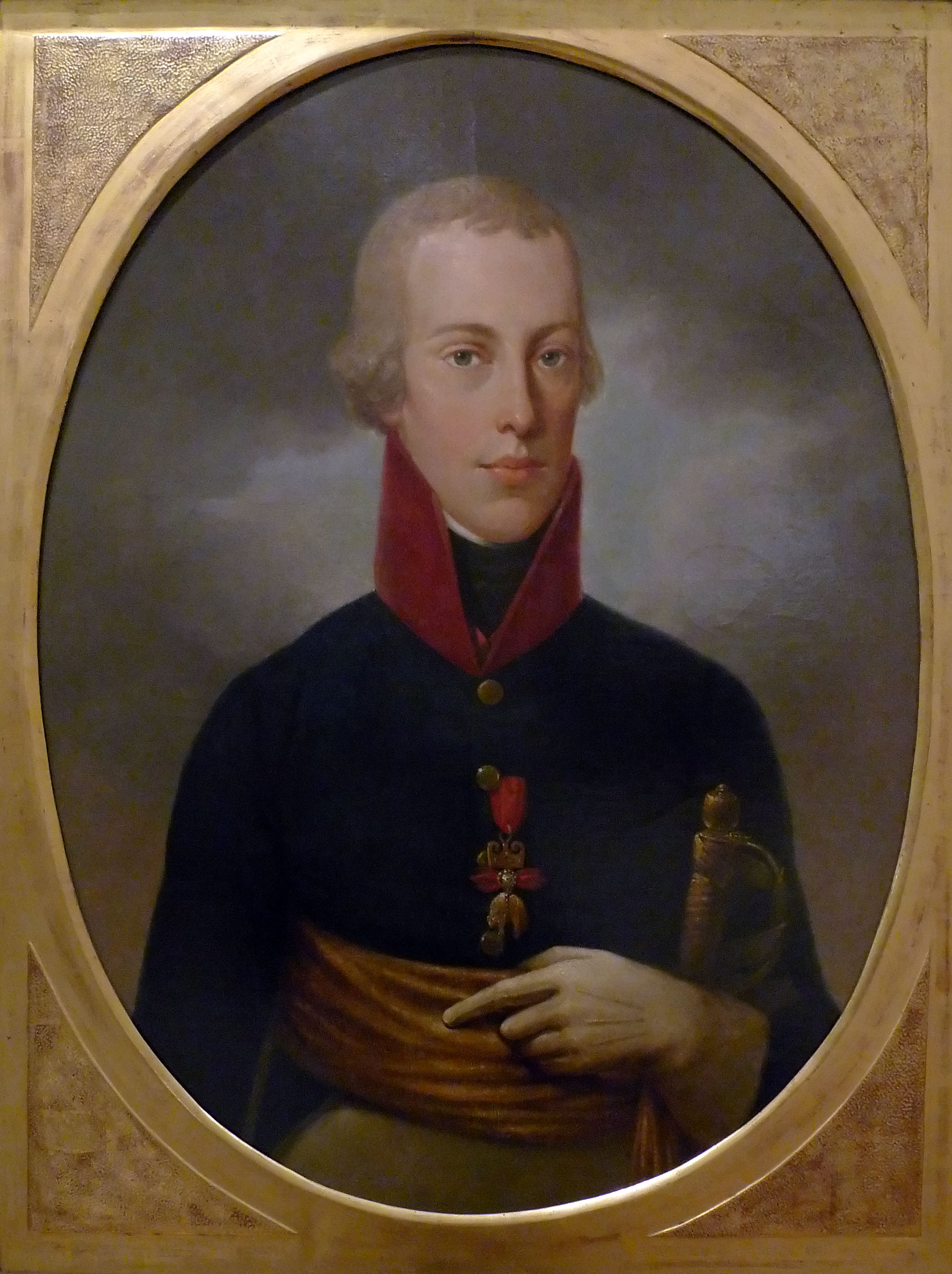
Arhiducele Ioan

Armistițiul a fost înnoit în septembrie, dar a ținut doar până la 12 noiembrie. În acel moment, Weyrother îi convinsese pe Ioan și pe Lauer să adopte o atitudine ofensivă. Planul lui Weyrother impunea distrugerea flancului stâng francez în apropiere de Landshut și apoi extinderea spre sud pentru a întrerupe liniile de comunicație ale lui Moreau la vest de München. După câteva zile de marș, a devenit clar că armata austriacă este prea lentă pentru a executa un plan atât de ambițios. Astfel, Lauer l-a convins pe arhiduce să efectueze în schimb un atac direct asupra Münchenului. Chiar și așa, înaintarea bruscă a surprins armata lui Moreau puțin împrăștiată și a obținut astfel avantaj pozițional.
În bătălia de la Ampfing din 1 decembrie, austriecii au împins înapoi o parte din flancul stâng al generalului Paul Grenier. Francezii învinși au reușit însă să producă 3.000 de victime în rândul austriecilor, pierzând doar 1.700 de oameni. Totuși, când liderii austrieci au aflat că Grenier evacuase Haag in Oberbayern a doua zi, s-au entuziasmat. Arhiducele Ioan și Weyrother au trecut peste sfatul lui Lauer de a avea grijă și au lansat cu toate forțele o urmărire a dușmanului pe care îl credeau în retragere. Moreau a hotărât însă să rămână și să lupte, desfășurându-și armata în câmp deschis, lângă Hohenlinden. Pentru a se apropia de poziția sa, austro-bavarezii trebuia să înainteze direct către vest printr-o zonă masiv împădurită.

## Planurile

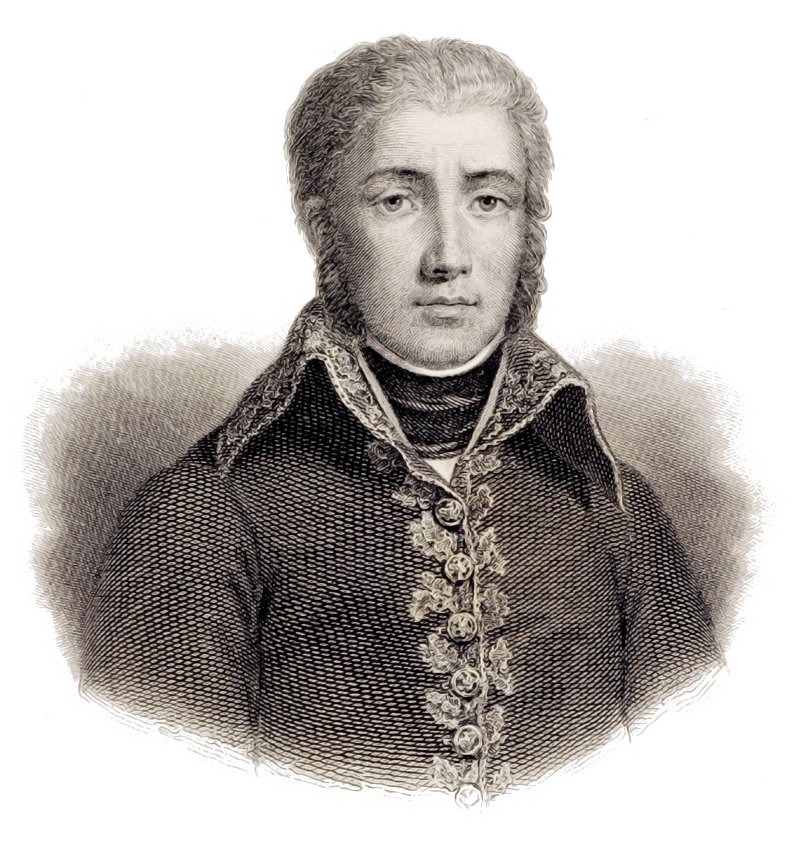
Jean Victor Moreau

Principala poziție defensivă a lui Moreau era formată din patru divizii orientate spre est. De la nord la sud, acestea erau comandate de generalul de divizie Claude Legrand (7.900), generalul de brigadă Louis Bastoul (6.300), generalul de divizie Michel Ney (9.600) și generalul de divizie Emmanuel Grouchy (8.600). Diviziile lui Legrand, Bastoul și Ney făceau parte din corpul lui Grenier. Moreau deținea în rezervă 1.700 de soldați de cavalerie grea conduși de generalul de divizie Jean-Joseph Ange d'Hautpoul. Către sud, lângă Ebersberg, se mai aflau două divizii, conduse de generalii de divizie Antoine Richepanse (10.700) și Charles Decaen (10.100). Diviziile lui d'Hautpoul, Richepanse, Decaen, și Grouchy formau corpurile de rezervă ale lui Moreau. Moreau intenționa să-l pună pe Richepanse să înainteze spre nord-est să-i atace pe austrieci în stânga, pe flancul lor sudic. Linia sa principală urma să manevreze în câmp deschis și să contraatace pe austrieci în vreme ce ei ieșeau din pădure. Decaen urma să-l susțină pe Richepanse.
Conform planului de bătălie alcătuit de Weyrother, austriecii înaintau spre vest în patru corpuri. De la nord la sud, acestea erau: coloana dreaptă condusă de Feldmarchall-Leutnant Michael von Kienmayer (16.000), coloana dreapta-centru condusă de Feldmarchall-Leutnant Louis-Willibrod-Antoine Baillet de Latour (10.800), coloana stânga-centru în frunte cu Feldzeugmeister Johann Kollowrat (20.000), și coloana stângă comandată de Feldmarchall-Leutnant Johann Sigismund Riesch. Cele trei coloane sudice mărșăluiau pe lângă drumul principal de la Haag la Hohenlinden. Între timp, Kienmayer a urmat valea Isenului de la Dorfen către Lengdorf spre vest, apoi spre sud la Isen, înainte de a se apropia de câmpia Hohenlinden dinspre est. Arhiducele Ioan mergea cu forța lui Kollowrat, care folosea drumul principal est-vest. Latour mergea pe poteci aflate imediat la nord de acest drum, în vreme ce Riesch mergea pe la sud de el. Din cauza pădurilor dese, a drumurilor proaste și a proastei pregătiri a soldaților și ofițerilor, coloanele austriece nu se susțineau reciproc. Comandanții lor credeau în mod greșit că francezii sunt în retragere și se grăbeau să-i prindă înainte de a fugi.

## Desfășurarea bătăliei

### Lupta lui Kollowrat și Grouchy
Toate coloanele austriece au pornit în zori. Înaintând pe șosea, coloana lui Kollowrat s-a deplasat mai rapid, în ciuda ninsorii. La orele 7:00 am, avangarda sa condusă de general-maior Franz Löpper s-a ciocnit cu Demibrigada 108 Linie a colonelului Pierre-Louis Binet de Marcognet din divizia lui Grouchy. La început, francezii au rezistat, apărându-se adânc în pădure. Totuși, general-maiorul Lelio Spannochi a trimis un batalion de grenadieri să atace dinspre flanc și i-a împins pe francezi înapoi. Kollowrat a trimis brigada bavareză a general-maiorului Bernhard Erasmus von Deroy împreună cu un al doilea batalion de grenadieri să continue atacul.
Cum austriecii veneau în valuri dinspre liziera pădurii, Grouchy a condus un contraatac viguros cu infanteria și cavaleria. Trupele lui Kollowrat s-au retras în vreme ce Regimentul 11 Chasseurs à cheval a spart un grup de grenadieri și Regimentul 4 husari a depășit o baterie de artilerie. Atât Spannochi cât și Marcognet, rănit, au căzut prizonieri. Pierzând cinci tunuri, Kollowrat a hotărât să suspende atacul până când Latour și Riesch vor ajunge să-l susțină pe flancuri. Îngrijorat de flancul stâng, neacoperit, el a trimis două batalioane de grenadieri înapoi în căutarea coloanei lui Riesch.

### Atacul asupra aripii lui Grenier

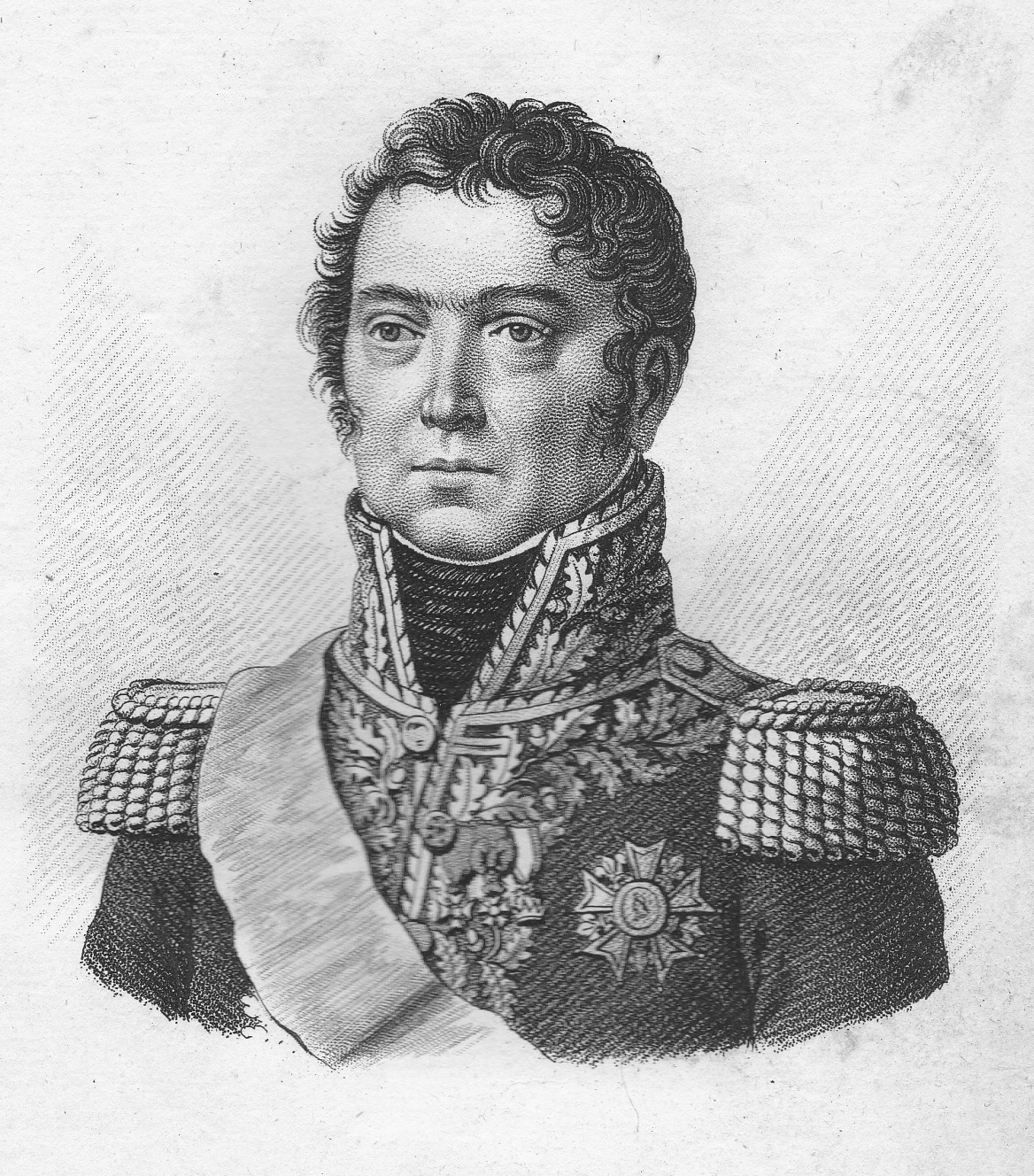
Paul Grenier

La nord, Kienmayer a curățat avanposturile franceze de la Isen. Acestea au executat o retragere planificată către vest până la principala linie defensivă a lui Grenier. FML principele Carol de Schwarzenberg, care conducea divizia stângă a lui Kienmayer, a înaintat spre sud-vest pentru a se ciocni cu diviziile lui Bastoul și Ney. O forță austriacă a capturat orașul Forstern, dar Moreau a trimis cavaleria de rezervă a lui d'Hautpoul să ajute la îndepărtarea lor. A început o luptă înainte și înapoi pentru cătunele Tading, Wetting, Kreiling și Kronacker, aflate pe o linie pe direcția nord-sud. Regimentul austriac de infanterie 55 Murray s-a distins în luptele pentru Kronacker, sat aflat la doar 1,3 km nord de Hohenlinden. În extremitatea flancului nordic, divizia FML arhiducele Ferdinand a început să intre în acțiune împotriva lui Legrand lângă Harthofen.
Latour, înaintând pe poteci forestiere pline de noroi amestecat cu zăpadă, a rămas mult în urmă. La 10:00 am, coloana sa se afla încă mult în urma corpului lui Kollowrat. În acest moment, focurile de armă trase în lupta dintre Kienmayer și Kollowrat se puteau auzi în fața coloanei. Mai îngrijorător pentru ei era însă zgomotul de bătălie dinspre sud. Latour a luat extraordinara hotărâre de a împărți diviziile FML principele Friedrich de Hessen-Homburg și FML Friedrich Hohenlohe-Ingelfingen în forțe mai mici. A trimis un batalion de infanterie și șase escadrile de cavalerie la nord să-l caute pe Kienmayer. Un batalion și patru escadrile au înaintat spre sud să-l găsească pe Kollowrat. După ce a înaintat cu grosul coloanei sale până la satul Mittbach, Latour a trimis trei batalioane și două escadrile să susțină atacul lui Schwarzenberg și trei batalioane și o baterie de artilerie să-l ajute pe Kollowrat. Astfel, el a rămas doar cu trei batalioane și șase escadrile.

### Încercuirea lui Richepanse

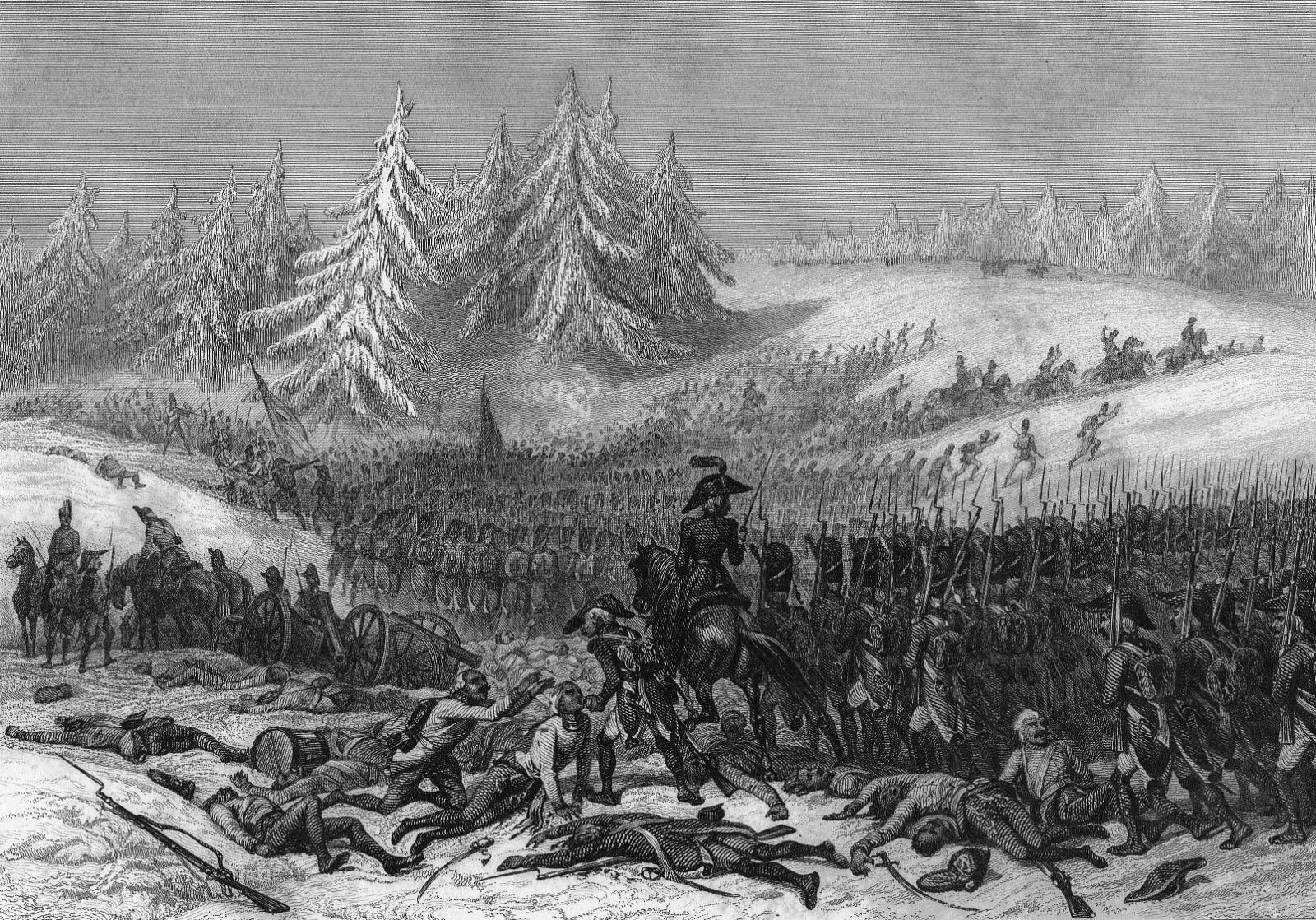
Hohenlinden: marşul lui Richepanse

Ca și Latour, trupele lui Riesch a trebuit să se mulțumească cu drumurile proaste și troienele de zăpadă. Au rămas mult în urma lui Kollowrat, ajungând la Albaching abia la 9:30 am. Ca urmare, divizia lui Richepanse a trecut în fața lui Riesch. Lângă satul St. Christoph, cele două batalioane austriece de grenadieri trimise de Kollowrat au dat peste coloana lui Richepanse, despărțind divizia acestuia în două. Francezul a lăsat brigada din urmă a gen. brig. Jean-Baptiste Drouet să lupte și s-a îndreptat spre nord cu brigada din față.
Cu Demibrigada 8 Linie și Regimentul 1 Chasseurs à cheval în frunte, Richepanse a ocupat satul Maitenbeth și a înaintat spre șoseaua principală. Acolo, s-a confruntat cu părți din divizia de cavalerie condusă de FML Principele Johann de Liechtenstein. Lăsându-și cele două unități din față să suporte greul șarjelor cuirasierilor gen.-mr. Christian Wolfskeel, Richepanse a împins Demibrigada 48 Linie către vest pe șosea. Conștient că această rută îl ducea direct în ariergarda lui Kollowrat, și-a așezat cele trei batalioane ale demibrigadei unul lângă altul, cu mici unități care să protejeze flancurile. Auzind focuri de armă spre est, Weyrother a adunat trei batalioane bavareze din coloana lui Kollowrat și le-a trimis în recunoaștere. Aceste unități s-au deplasat către sud-est și s-au găsit în luptă cu. Alte două batalioane conduse de gen.-mr. Karl Philipp von Wrede au apărut și ele și i-au blocat calea lui Richepanse. După o scurtă luptă, Demibrigada 48 a copleșit soldații lui Wrede și Weyrother a căzut rănit.
Patrulele lui Riesch i-au spus că cele două divizii franceze se află în zonă. În loc să intre în lupta ce se dădea în fața sa, el a hotărât în schimb să aștepte să sosească trupele sale întârziate la Albaching. După aceea, a făcut aceeași greșeală ca și Latour. Împărțindu-și cele două divizii puternice conduse de FML Ignác Gyulay și FML Maximilian, conte de Merveldt în cinci coloane mai mici, el le-a trimis pe fiecare înainte pe câte o potecă forestieră diferită. Riesch a reținut în urmă cinci batalioane și mare parte a cavaleriei ca rezervă.

### Criza
La 11:00 am, Decaen a venit în ajutorul brigăzii lui Drouet de lângă extremitatea sudică a câmpului de luptă. Situația era foarte fluidă, unitățile ciocnindu-se unele de altele în ninsoarea grea. Infuzia proaspătă de trupe franceze a dus în cele din urmă la ruperea opoziției. Drouet și-a condus trupele spre nord către șosea, unde Demibrigada 8 Linie încă se mai lupta cu cavaleria lui Liechtenstein. În frunte cu Legiunea Dunării formată din polonezi, Decaen a manevrat spre est pentru a lupta corp la corp cu Riesch. Oamenii lui Decaen au învins micile coloane ale lui Riesch una câte una și le-au împins înapoi către înălțimile de la Albaching. Austriacul a reușit să-și păstreze poziția pe deal și să captureze  500 de soldați francezi, pierzând 900 de oameni.
Simțind victoria aproape, Moreau a ordonat diviziilor lui Grenier și Grouchy să atace pe la prânz. Neînduplecate de slaba presiune a lui Latour în față, Ney s-a deplasat rapid spre dreapta sa și a început să lovească trupele lui Kollowrat. Presând atacul, le-a depășit pozițiile, capturând 1.000 de soldați și zece tunuri. Grouchy a revenit și el în ofensivă. Înconjurată din trei părți de Ney, Grouchy și Richepanse, coloana lui Kollowrat s-a dezintegrat într-o fugă dezordonată. Arhiducele Ioan a evitat capturarea fugind pe un cal rapid, dar mulți dintre oamenii săi nu au avut același noroc și mii de austrieci și bavarezi demoralizați au capitulat. În plus, peste 60 de piese de artilerie au căzut în mâinile francezilor.
Latour a aflat soarta coloanei stânga-centru când fugarii au inundat pădurile din apropiere. Abandonându-și poziția, s-a retras la Isen, lăsându-l pe Kienmayer să se apere singur. Când Kienmayer a aflat de distrugerea lui Kollowrat, a ordonat comandanților diviziei să se retragă. După o scurtă luptă contra lui Legrand pe flancul nordic, arhiducele Ferdinand s-a retras sub acoperirea brigăzii de dragoni a gen.-mr. Karl Vincent. Legrand a raportat mai puțin de 300 de morți, adunând 500 de prizonieri și trei tunuri. Datorită abilităților de lider ale lui Schwarzenberg, divizia sa a scăpat dintr-o situație foarte dificilă. La un moment dat, un ofițer francez a venit să ceară capitularea lor, dar austriacul a reușit spre seară să-și scoată trupele din luptă și să le ducă în siguranță fără să piardă vreun tun.

## Urmări
Austriecii au raportat 798 de morți, 3.687 de răniți și 7.195 de prizonieri, plus 50 de tunuri și 85 de chesoane capturate. Bavarezii au pierdut doar 24 de morți și 90 de răniți, dar au pierdut 1.754 de prizonieri, 26 de piese de artilerie și 36 de chesoane. Un total rotunjit se ridică la 4.600 de morți și răniți, plus 8.950 de soldați și 76 de tunuri capturate. Francezii au raportat 1.839 de soldați pierduți, un tun și două chesoane. Întrucât mai multe unități nu au dat raportul, armata lui Moreau a pierdut probabil mai mult de 3.000 de oameni în total. Bastoul a fost rănit mortal.

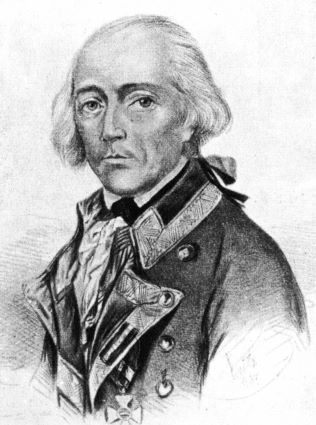
Franz Lauer

După dezastru, înaltul comandament austriac l-a găsit pe Lauer țap ispășitor, iar acesta a fost pensionat forțat. Arhiducele Ioan a dat vina pe Riesch că s-a mișcat încet, dar nu i-a scutit de critici nici pe Latour și pe Kienmayer. Weyrother a scăpat de pedepse și în 1805 planul său de la bătălia de la Austerlitz a contribuit și la acel dezastru. General-locotenentul bavarez Christian Zweibrücken a dat vina pe inepția și ignoranța austriecilor. În afară de Schwarzenberg, comandanții austrieci nu au dat dovadă de inițiativă. Între timp, comandanții de divizie ai lui Moreau s-au comportat bine, mai ales Richepanse.
Arhiducele Ioan a ordonat retragerea armatei sale demoralizate. Moreau l-a urmărit încet până la 8 decembrie. Atunci, în 15 zile, forțele sale au înaintat 300 km și au capturat 20.000 de austrieci. Flancul drept al general-maiorului Claude Lecourbe s-a ciocnit cu o parte din trupele lui Riesch la Rosenheim la 9 decembrie. La Salzburg, la 14 decembrie, arhiducele a oprit înaintarea lui Lecourbe într-o acțiune reușită cu ariergarda. Într-o serie de acțiuni de la Neumarkt am Wallersee, Frankenmarkt, Schwanenstadt, Vöcklabruck, Lambach și Kremsmünster, însă, în săptămâna următoare, armata austriacă și-a pierdut coeziunea. Richepanse s-a distins în mod deosebit în urmărire. La 17 decembrie, când arhiducele Carol l-a înlocuit pe fratele său Ioan, armata austriacă era deja redusă la o gloată fără țintă. Cum trupele franceze erau deja la 80 km de Viena, Carol a cerut armistițiu, iar Moreau i l-a acordat la 25 decembrie. Decisiva victorie franceză de la Hohenlinden a făcut din Moreau un potențial rival al lui Napoleon Bonaparte.
The battle is the subject of a poem Hohenlinden by Thomas Campbell (1777–1844).

### Materiale tipărite
- Arnold, James R. Marengo & Hohenlinden. Barnsley, South Yorkshire, UK: Pen & Sword, 2005. ISBN 1-84415-279-0
- Chandler, David. Dictionary of the Napoleonic Wars. New York: Macmillan, 1979. ISBN 0-02-523670-9
- Eggenberger, David. An Encyclopedia of Battles. New York: Dover Publications, 1985. ISBN 0-486-24913-1
- Rothenberg, Gunther E. Napoleon's Great Adversaries, The Archduke Charles and the Austrian Army, 1792–1814. Bloomington, Ind.: Indiana University Press, 1982 ISBN 0-253-33969-3

- Smith, Digby. The Napoleonic Wars Data Book. London: Greenhill, 1998. ISBN 1-85367-276-9

### Materiale on-line
- Ludwig Baillet de Latour-Merlemont de Digby Smith, compilat de Leopold Kudrna
- Graf Baillet de Latour-Merlemont de Jens-Florian Ebert